# Julia Biryukova
Elle ne doit pas être confondue avec escrimeuse russe Yulia Biryukova.
Julia Biryukova (en ukrainien Ю́лія Бірю́кова), née le 24 janvier 1998 à Lviv, est une coureuse cycliste ukrainienne. Elle pratique le cyclisme sur piste et sur route.

## Biographie
Julia Biryukova commence le cyclisme à l'âge de 12 ans grâce au sport scolaire. En 2015, elle participe pour la première fois aux championnats ukrainiens sur piste. En 2016, elle remporte le championnat national de poursuite à l'âge de 18 ans et est membre de l'équipe nationale aux championnats d'Europe et du monde juniors (17/18 ans).
À partir de 2017, elle participe également aux championnats nationaux sur route et en 2018, elle termine deuxième du contre-la-montre individuel chez les espoirs (moins de 23 ans). En 2019, elle rejoint l'équipe Lviv. Avec celle-ci, elle participe au Tour d'Italie féminin en 2020 et remporte le doublé de la course sur route et contre-la-montre individuel aux championnats nationaux espoirs. Elle est également médaillée de bronze de la poursuite par équipe aux championnats d'Europe élites. Grâce à ses performances, elle signe par l'équipe espagnole Eneicat-RBH en 2021. En plus de plusieurs top 10 dans des courses d'un jour, elle décroche la médaille de bronze du contre-la-montre aux championnats du monde militaires de 2021.
Pour 2022, elle rejoint l'équipe française Arkéa Pro Cycling. En mai, elle décroche sa première victoire internationale au Tour de Thuringe : elle remporte la cinquième étape autour de Gotha après une échappée en solitaire de près de 100 kilomètres, avec quelques secondes d'avance sur le peloton. En juillet de cette année-là, elle participe à la première édition du Tour de France Femmes, où elle termine hors délais lors de la septième étape.
En 2023, elle rejoint l'équipeUAE Development. Hormis un contre-la-montre par équipe au Trofeo Ponente à Rosa, elle ne remporte aucune victoire, mais elle obtient plusieurs places d'honneur, dont des deuxième places au championnat national. En novembre 2023, Human Powered Health annonce son recrutement pour 2024, marquant son premier contrat dans une WorldTeam. En juin 2024, elle devient championne d'Ukraine du contre-la-montre, ce qui lui permet de gagner sa place aux Jeux olympiques de 2024. 

## Palmarès sur piste

### Championnats d'Europe
| Édition / Épreuve | Poursuite par équipes                       | Course aux points |
| Plovdiv 2020      | Bronze (avec Nahirna, Klimchenko et Bondar) | 9e                |

### Championnats d'Ukraine
- 2016
  -  Championne d'Ukraine de poursuite individuelle
- 2018
  -  Championne d'Ukraine de poursuite par équipes
- 2019
  -  Championne d'Ukraine de poursuite par équipes

## Palmarès sur route

### Par années
- 2018

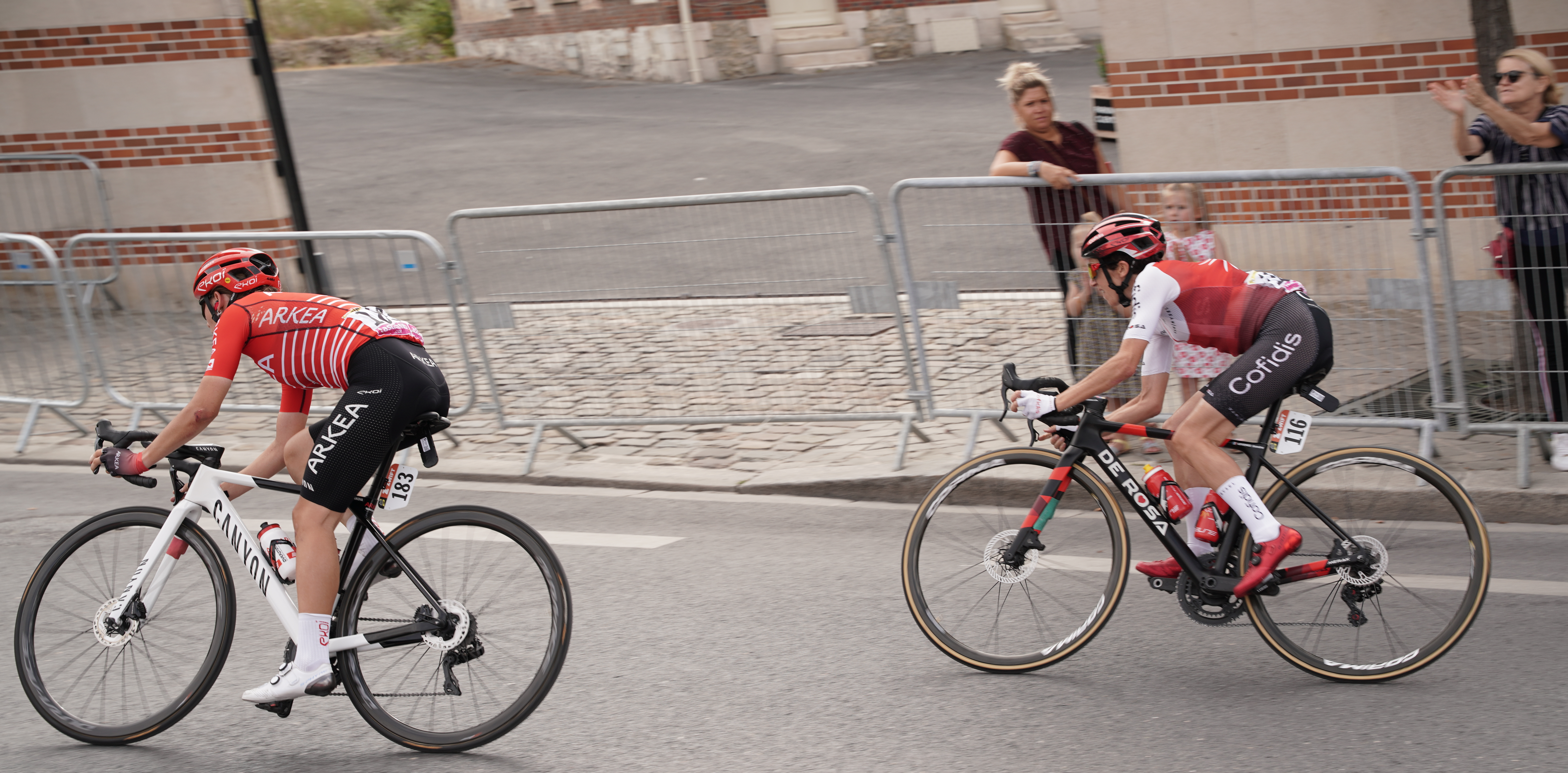
Passant à Épernay lors de la 3e étape du Tour de France Femmes 2022.

  - 2e du championnat d'Ukraine du contre-la-montre espoirs
- 2020
  -  Championne d'Ukraine sur route espoirs
  -  Championne d'Ukraine du contre-la-montre espoirs
  - 2e du championnat d'Ukraine sur route
  - 8e du championnat d'Europe du contre-la-montre espoirs
- 2022
  - 5e étape du Tour de Thuringe
  - 2e du Grand Prix Gazipaşa
  - 2e du Grand Prix Mediterrennean
  - 3e d'À travers les Hauts-de-France
- 2023
  - 1re étape (b) du Trofeo Ponente in Rosa (contre-la-montre par équipes)
  - 3e du Gran Premio Ciudad de Eibar
- 2024
  -  Championne d'Ukraine du contre-la-montre
  - 2e de la Clásica de Almería
- 2025
  -  Championne d'Ukraine sur route
  -  Championne d'Ukraine du contre-la-montre

### Résultats sur les grands tours

#### Tour d'Italie
1 participation
- 2025 : 47e

#### Tour de France
1 participation
- 2022 : hors délais (7e étape)

#### Tour d'Espagne
2 participations
- 2024 : 68e
- 2025 : 31e

### Classements mondiaux
| Année                                 | 2018 | 2019 | 2020 | 2021 | 2022 | 2023 | 2024 |
| ------------------------------------- | ---- | ---- | ---- | ---- | ---- | ---- | ---- |
| Classement UCI                        | 496e | nc   | 644e | 207e | 135e | 114e | 138e |
| UCI World Tour                        | nc   | nc   | nc   | 175e | 155e | nc   | nc   |
|                                       |      |      |      |      |      |      |      |
| Légende : nc = non classéSource : UCI |      |      |      |      |      |      |      |